# عرض غير لائق
عرض غير لائق (بالإنجليزية: Indecent Proposa) فيلم درامي أمريكي إنتاج عام 1993 مقتبس من رواية تحمل الاسم نفسه للكاتب جاك إنغلهارد، الفيلم من إخراج أدريان لين بطولة روبرت ريدفورد وديمي مور ووودي هارلسون. يحكي تبعات اقتراح جريئ لا يمكن تجاهله يعرض علاقة زوجين للاضطراب ويضع حبهما على محك اختبار الحاجة والثقة بسبب عرض قيمته مليون دولار مقابل قضاء الليلة واحدة مع الزوجة. حقق الفيلم نجاحًا في شباك التذاكر، على الرغم من حصوله على آراء سلبية في الغالب من النقاد، حيث بلغ إجمالي أرباحه 267 مليون دولار في جميع أنحاء العالم بميزانية تبلغ 38 مليون دولار.

## الحبكة الدرامية
يعيش زوجان شابان حياة هادئة وسعيدة، شغف ديفيد وديانا مورفي بحياتهما المهنية بصفته مهندسًا معماريًا، وهي سمسارة عقارات، يدفعهما لايجاد المكان المثالي لبناء منزل أحلامهما ويحصلان على قرض لتمويله. لكن الأمور تتغير وتنحرف عن مسارها الطبيعي عندما يضرب الركود الاقتصادي البلاد يخسران دخلهما الثابت لتسديد القرض وهو كل ما يملكانه، لذلك يقرر ديفيد الذهاب إلى مدينة لاس فيغاس للحصول على فرصة واحدة مع آخر خمسة آلاف دولار على أمل كسب ما يكفي من المال الذي يحتاجونه لتسديد أقساط التمويل للخروج من معضلتهما المالية، مع تقلبات الربح والخسارة على الطاولات المقامرة، يتقرب منهما الملياردير اللطيف والمقامر ذو المخاطر العالية، جون غيج الذي لفتت انتباه سيدة ناضجة وجذابة ويسعى للتودد إليها، بالنسبة له كل شي يمكن شراءه بالمال، ويغري الزوجين بالتفكير بجدية للخروج من ازمتهم المالية ويقدم عرضه الصعب مليون دولار مقابل ليلة واحدة مع ديانا، تتفق ديانا وديفيد على مضض، ويدفعهك غرورهما بالفعل للمواجهة وأن المال لا يشتري الحب، بالرغم من أن الزوجين يتفقان على أن هذه طريقة الاسرع للخروج من معضلتهما المالية، إلا أنها تهدد بتدمير علاقتهما للأبد، هل يستطيع الزوج والزوجة النجاة من اختبار جون في النهائية؟

## طاقم التمثيل
- روبرت ريدفورد في دور جون غيج[8]
- ديمي مور في دور ديانا مورفي
- وودي هارلسون في دور ديفيد مورفي
- سيمور كاسيل في دور دور السيد شاكلفورد
- أوليفر بلات في دور جيريمي غرين
- بيلي بوب ثورنتون في دور دور داي تريبر
- ريب تايلور في دور السيد لانجفورد[9][10]
- بيلي كونولي في دور بائع مزاد علني
- باميلا هولت في دور دور صديقة ديفيد
- تومي بوش في دور السيد مورفي
- شينا إيستون
- هيربي هانكوك

## الإنتاجية
اشترت شركة باراماونت بيكتشرز حقوق رواية جاك إنغلهارد "عرض غير لائق" لعام 1988 مقابل 120 ألف دولار. وقَّع أدريان لاين على عقد الإخراج، ليعود للعمل مع المنتجة شيري لانسينج، التي عمل معها في فيلم "جاذبية قاتلة". اختلف لاين مع المتعاون السابق ستانلي جافي، الذي أراد إصدار الفيلم بحلول موسم كريسماس لعام 1992 وبالتالي خصص له وقت محدود لمرحلة ما بعد الإنتاج.
كان من المقرر في الأصل أن تكون الأدوار انطلاقة للممثل توم كروز ونيكول كيدمان، مع وارن بيتي في دور جون جيج. خضعت كيدمان وإيزابيل أدجاني لاختبارات الشاشة لدور ديانا. تراجع كروز وسط تكهنات بأن أخلاقيات الفيلم تتعارض مع تورطه الجديد في كنيسة السيانتولوجيا. قبل روبرت ريدفورد دور جيج بشرط تعديل شخصيته لتظهر أقل حدة من الجانب الشرير فيها. رفض الراتب البالغ 4 ملايين دولار الذي عُرض عليه في البداية مقابل المشاركة في الأرباح الإجمالية من شباك التذاكر للفيلم.
كان جوني ديب، وتيم روبنز، وويليام بالدوين، من بين الممثلين الذين تم النظر فيهم لدور ديفيد مورفي. انسحب وودي هارلسون من فيلم بيني وجون للالتزام بالدور، مما أدى إلى دعوى قضائية من شركة إم جي إم-باتي إنترتينمنت تم تسويتها خارج المحكمة.

## روابط خارجية
- عرض غير لائق على موقع IMDb (الإنجليزية)
- عرض غير لائق على موقع ميتاكريتيك (الإنجليزية)
- عرض غير لائق على موقع روتن توميتوز (الإنجليزية)
- عرض غير لائق على موقع نتفليكس (الإنجليزية)
- عرض غير لائق على موقع قاعدة بيانات الأفلام العربية
- عرض غير لائق على موقع ألو سيني (الفرنسية)
- عرض غير لائق على موقع Turner Classic Movies (الإنجليزية)
- عرض غير لائق على موقع أول موفي (الإنجليزية)
- عرض غير لائق على موقع بوكس أوفيس موجو (الإنجليزية)
- عرض غير لائق على موقع فيلمافينيتي (الإسبانية)